# 马里尼 (索恩-卢瓦尔省)
马里尼（法語：Marigny，法語發音：[maʁiɲi]）是法国索恩-卢瓦尔省的一个市镇，属于欧坦区。

## 地理
马里尼（46°40'44"N, 4°27'34"E）面积22.3 平方千米，位于法国勃艮第-弗朗什-孔泰大區索恩-卢瓦尔省，该省份为法国中部省份，北起顺时针与科多尔省、汝拉省、安省、罗讷省、卢瓦尔省、阿列省和涅夫勒省接壤。
与马里尼接壤的市镇（或旧市镇、城区）包括：圣厄塞布、布朗济、古尔东、蒙圣樊尚、圣米科。

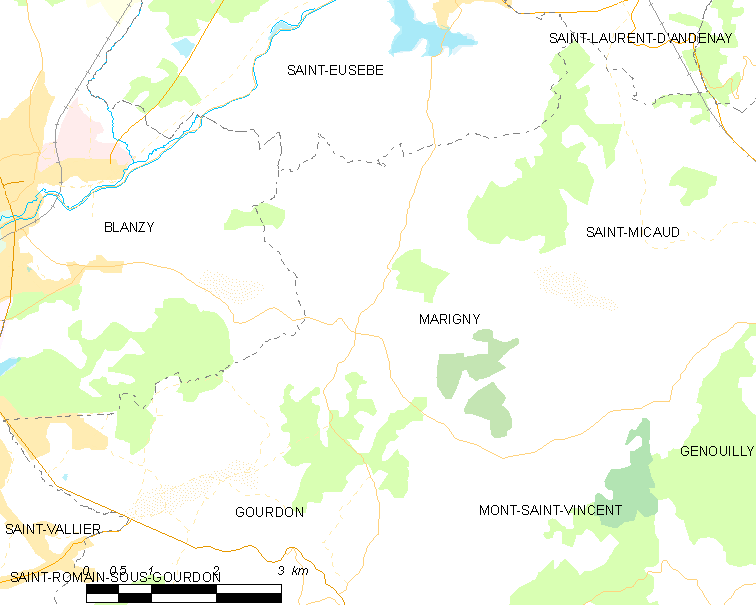
的OSM定位图

马里尼的时区为UTC+01:00、UTC+02:00（夏令时）。

## 行政
马里尼的邮政编码为71300，INSEE市镇编码为71278。

## 政治
马里尼所属的省级选区为布朗济县。

## 人口

1962-2008年间人口变化图示

马里尼于2022年1月1日时的人口数量为164人。